# استديو بيرو
شركة پيبرو المحدودة (株式会社ぴえろ Kabushiki-gaisha Piero) هو إستديو أنميشن ياباني تأسس في سنة 1979 من قِبَل موظفين سابقين في تاتسونكو پرودكشن وموشي پرودكشن ويقع في ميتاكا، توكيو. الإستديو معروف لعدد من الأنميات الشهيرة مثل ناروتو وبليتش وغريت تيتشر أونيزوكا GTO والعديد غيرها.
سُمي الإستديو بـPierrot تيمنًا بمعناها والتي تعني مهرج بالفرنسية لإعطاء نظرة عن عمل الإستديو وأنه للأعمال الترفيهية، حتى شعار الشركة عبارة عن وجه بهلواني مكتوب أمامه 'بيرو' 

## أعمال الاستوديو

### المسلسلات
- مغامرات نيلز (1980–1981)
- المعلمة ماتشيكو (1981–1983)
- أوريسي ياتسورا (1981–1986)
- الأحلام الذهبية (1982–1983)
- السيدة ملعقة (1983–1984)
- النينجات الآلية (1985–1986)
- الهداف (1986–1987)
- أسوماتسو-كون (1988–1989)
- مسعى التنين (1989–1991)
- هيسي تنساي باكابون (1990)
- يو يو هاكوشو (1992–1994)
- السراب (1995–1996)
- فوزان (1996–1997)
- أنا وأخي (1996–1997)
- الثابتون(1997)
- شعلة ريكا(1997–1998)
- غريت تيتشر أونيزوكا (1999–2000)
- ري ري ري نو تنساي باكابون (1999–2000)
- حكايات أشباح المدرسة (2000 ــ 2001)
- هيكارو نو غو (2001–2003)
- طوكيو ميو ميو (2002-2003)
- ناروتو (2002–2007)
- أيام ميدوري (2004)
- بليتش (2004 ــ 2012)
- إيما (2005)
- حروف السكر (2005 ــ 2006)
- التنين الأزرق(2007 ــ 2008)
- كنغدوم (2012–2013)
- طوكيو غول(2014)
- أكاتسكي نو يونا( 2014 – 2015)
- بوروتو: الأجيال القادمة من ناروتو (2017)
- البرسيم الأسود(2017)

### الافلام
- القنفذ سونيك: الفيلم (1996)
- فيلم ناروتو: صدام النينجا في أرض الثلج (2004)
- فيلم ناروتو: الأطلال الوهمية في أعماق الأرض (2005)
- فيلم ناروتو: ذعر الحيوانات في جزيرة هلال القمر (2006)
- بليتش: ذكريات اللا أحد(2006)
- ناروتو شيبودن: الفيلم (2007)
- بليتش: تمرد غبار الماس (2007)
- فيلم ناروتو شيبودن: الروابط (2008)
- بليتش: التلاشي إلى الأسود (2008)
- فيلم ناروتو شيبودن: إرادة النار (2009)
- فيلم ناروتو شيبودن: البرج المفقود (2010)
- بليتش: قصيدة الجحيم(2010)
- فيلم ناروتو شيبودن: سجن الدم (2011)
- ناروتو شيبودن: الطريق إلى النينجا(2012)
- الأخير: ناروتو الفيلم(2014)
- بوروتو: ناروتو الفيلم(2015)
- بلاك كلوفر: سيف إمبراطور السحر (2023)

### أعمال بيرو+
- جزيرة الشطار (1993 ــ 2008)
- ماغميل اللازوردي (2019)

## روابط خارجية
- الموقع الرسمي
 (بالإنجليزية)
- بييرو على موقع IMDb (الإنجليزية)
- بييرو على موقع ANN company (الإنجليزية)
- استوديو Pierrot في قاعدة بيانات الرسوم المتحركة الكبيرة